# Васькино (Цілинний округ)
Ва́ськино (рос. Васькино) — присілок у складі Цілинного округу Курганської області, Росія.
Населення — 18 осіб (2010, 136 у 2002).
Національний склад станом на 2002 рік:
- росіяни — 93 %